# Сивина Сивинова
Сивина Сивинова (1972 – 2008) е българска актриса.

## Биография
Родена е през 1972 г. Родителите ѝ са Ваня Сивинова и Иван Сивинов, актьори, активни в кукления театър.
Завършва НАТФИЗ „Кръстьо Сарафов“, в специалността „Актьорско майсторство за куклен театър“ в класа на проф.Атанас Илков.
Изиграла е много роли в постановки за деца на Столичния куклен театър – „Чудната къщичка“, „Вълкът и седемте козлета“, „Неспящата красавица“, „Приказка за коня“, „Котаракът в чизми“, „Златка – златното момиче“, „Баба ми е върхъ!“ – Майка, Съседка, „Български народни приказки и песни“ „Възпитание на чувствата“, и др. Работи и като озвучаващ актьор.
През 2000 г. Сивина получава наградата на Съюза на артистите в България за куклено изкуство за ролята си в „Златка – златното момиче“, а през 2002 г. в Крагуевац – Златна звезда за актьорско майсторство за същата роля.
На нейно име е учредена награда за млад куклен актьор. 